# Montagnes russes tournoyantes

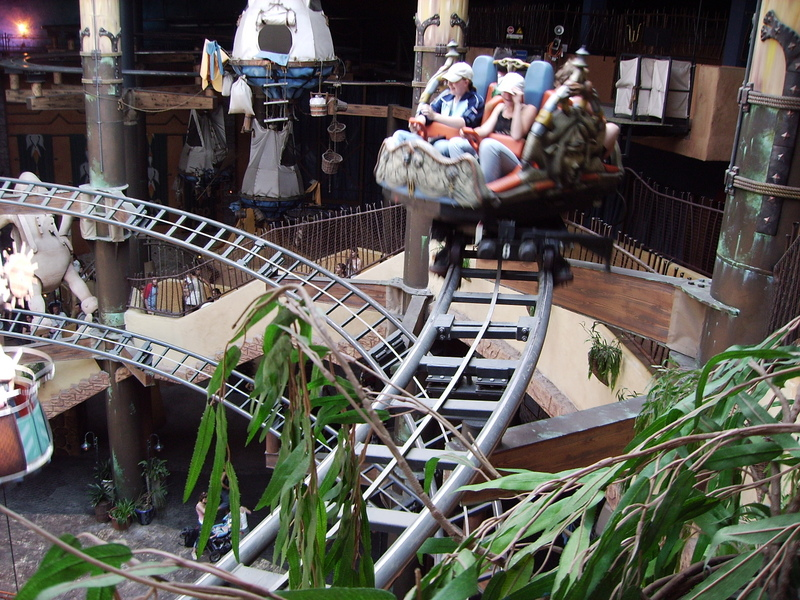
Winja's Fear & Winja's Force à Phantasialand

Les montagnes russes tournoyantes (du terme anglophone "spinning coaster") sont un type de montagnes russes, où les wagonnets sont capables de tourner sur eux-mêmes.

## Modèles
En 1997 les toutes premières montagnes russes tournoyantes modernes ouvrirent dans le défunt parc Dinosaur Beach Pier à Wildwood (New Jersey). Basé sur les Wild Mouse, l'attraction comportait des wagonnets similaires à ceux de Virginia Reel. Le tracé de cette attraction avait l'avantage de prendre peu de place au sol et d'être transportable, il devint ainsi rapidement une attraction populaire dans les parcs d'attractions et fêtes foraines.

### Zamperla/Reverchon/SBF Visa Group
Reverchon Industries fut le premier constructeur à proposer ce modèle à la fin des années 1990 jusqu'à l'émergence de Zamperla dans le domaine en 2003. Depuis 2004, tous les spinnings Wild Mouse sont construits par Zamperla. SBF Visa Group construit aussi des spinnings Wild Mouse dont un model "Magic Mouse" à Didi'Land.

### Gerstlauer
En 2004, les deux premières montagnes russes tournoyantes de Gerstlauer ouvrent (Timberland Twister à The Park at MOA dans Mall of America et Spinning Dragons à Worlds of Fun). Ces montagnes russes ont un parcours plus large qui permet une expérience différente à chaque tour.

### Maurer Rides
Un modèle similaire à celui de Gerstlauer est construit par Maurer Rides. Parmi ces réalisations, Spinball Whizzer à Alton Towers et Dragon's Fury à Chessington World of Adventures entre autres.

### Mack Rides
Un modèle a été construit à Europa Park nommé Euro-Mir, contrairement aux autres montagnes russes de ce type les rotations sont assurées par des moteurs électriques.
Mack Rides a également développé l'Extreme Spinning Coaster, capable d'inversions. Deux exemplaires existent à ce jour : Time Traveler à Silver Dollar City et The Ride to Happiness à Plopsaland De Panne.

## Attractions de ce type
Liste non-exhaustive des montagnes russes de ce type : 
- Cagliostro à MagicLand - Maurer Rides
- Crush's Coaster à Parc Walt Disney Studios - Maurer Rides
- Dragon's Fury à Chessington World of Adventures - Maurer Rides
- Dwervelwind à Toverland - Mack Rides
- Euro-Mir à Europa Park - Mack Rides
- Famous Jack à Bagatelle - Reverchon Industries
- Guardians of the Galaxy: Cosmic Rewind à Epcot - Vekoma
- Joker à Six Flags Mexico - Gerstlauer
- Objectif Mars à Futuroscope - Intamin
- Primeval Whirl à Disney's Animal Kingdom - Reverchon Industries
- Salama à Linnanmäki - Maurer Rides
- Sierra Sidewinder à Knott's Berry Farm - Mack Rides
- Space Fantasy The Ride à Universal Studios Japan - Mack Rides
- Sonic Spinball à Alton Towers - Maurer Rides
- Spider-Man Doc Ock's Revenge à IMG Worlds of Adventure - Mack Rides
- Spinning Dragons à Worlds of Fun - Gerstlauer
- Timberland Twister à The Park at MOA - Gerstlauer
- Time Traveler à Silver Dollar City - Mack Rides
- Twist à Le Pal - Mack Rides
- Winja's Fear & Winja's Force à Phantasialand - Maurer Rides

## Galerie

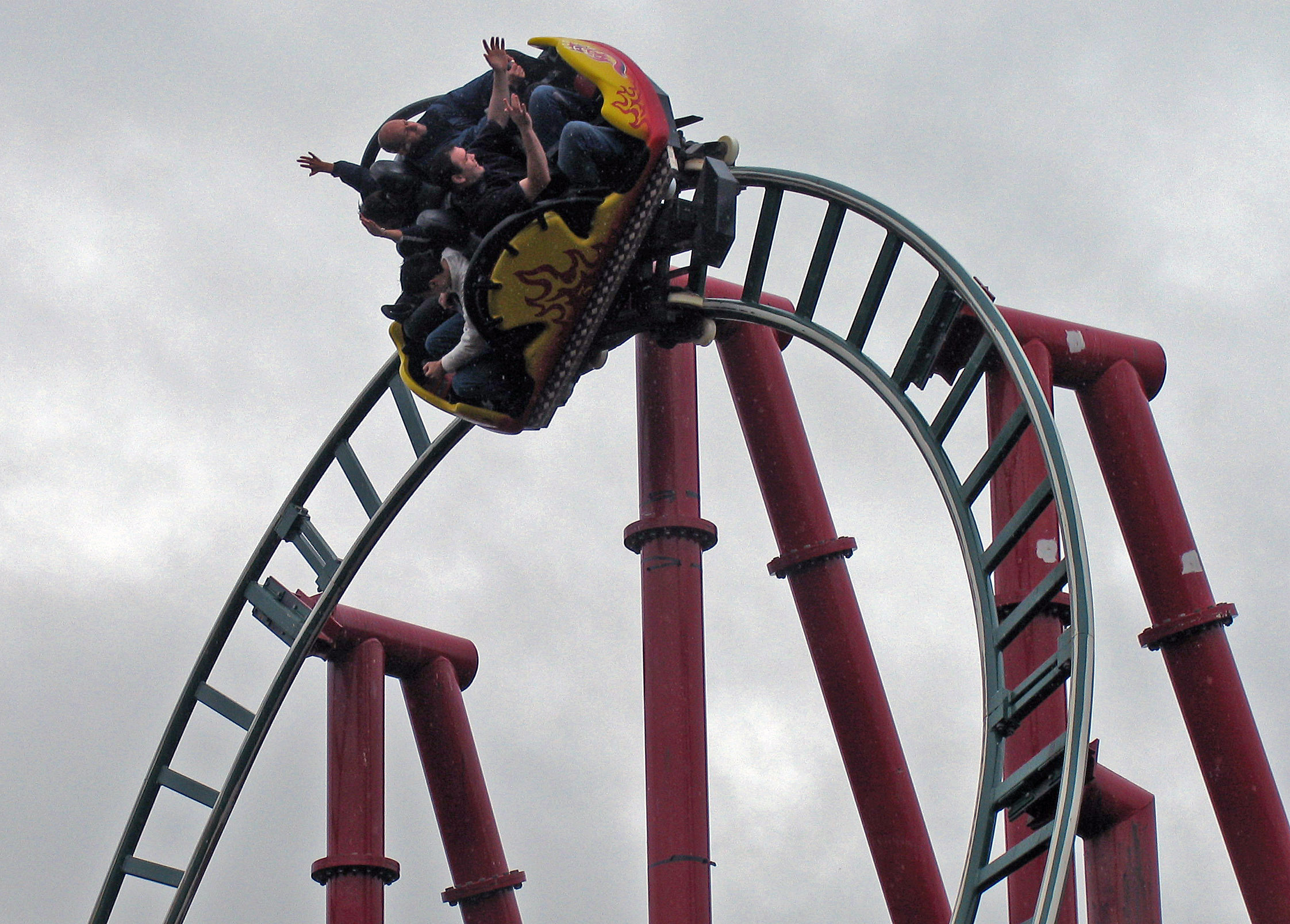
Dragon's Fury à Chessington World of Adventures
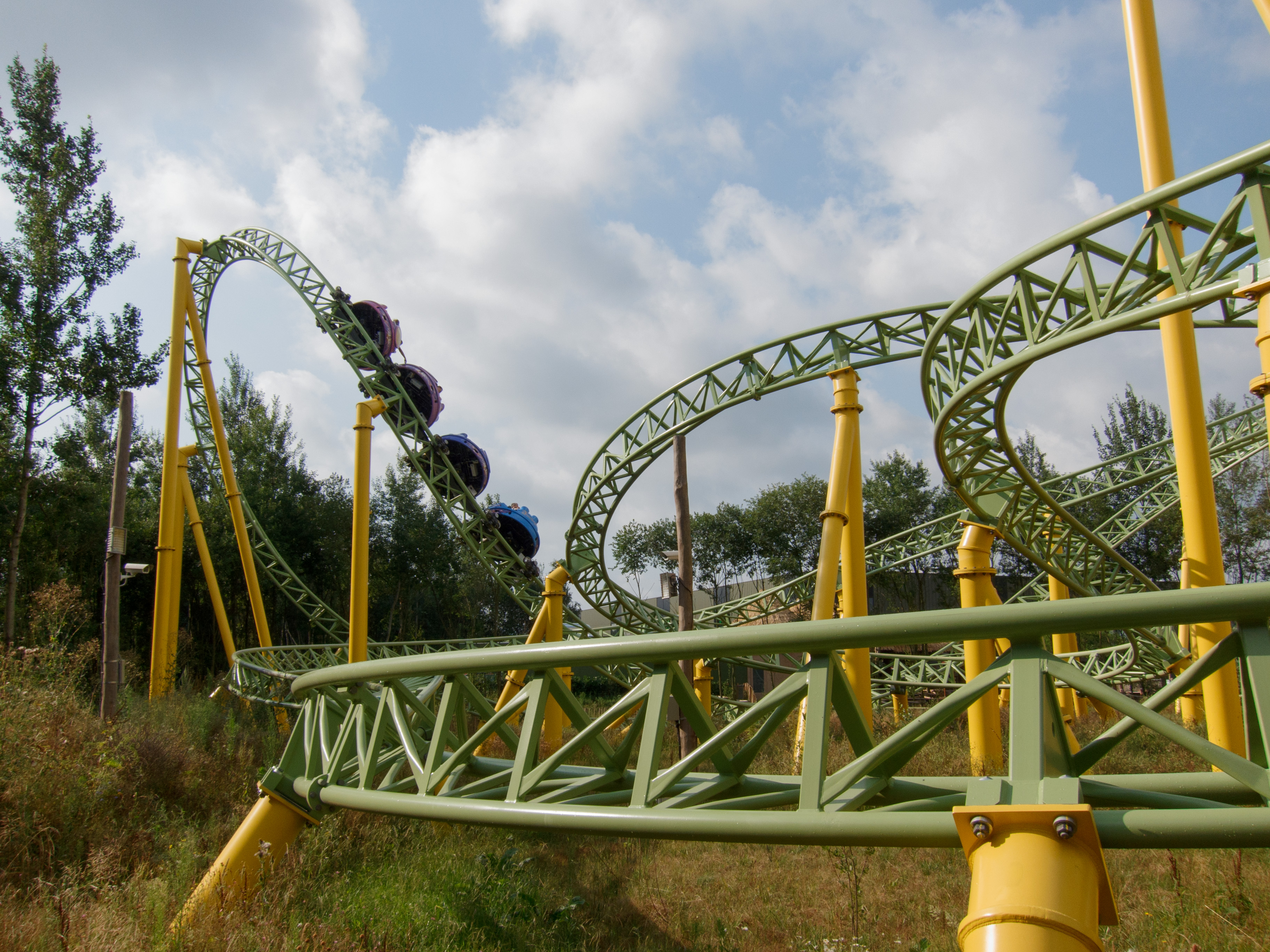
Dwervelwind à Toverland
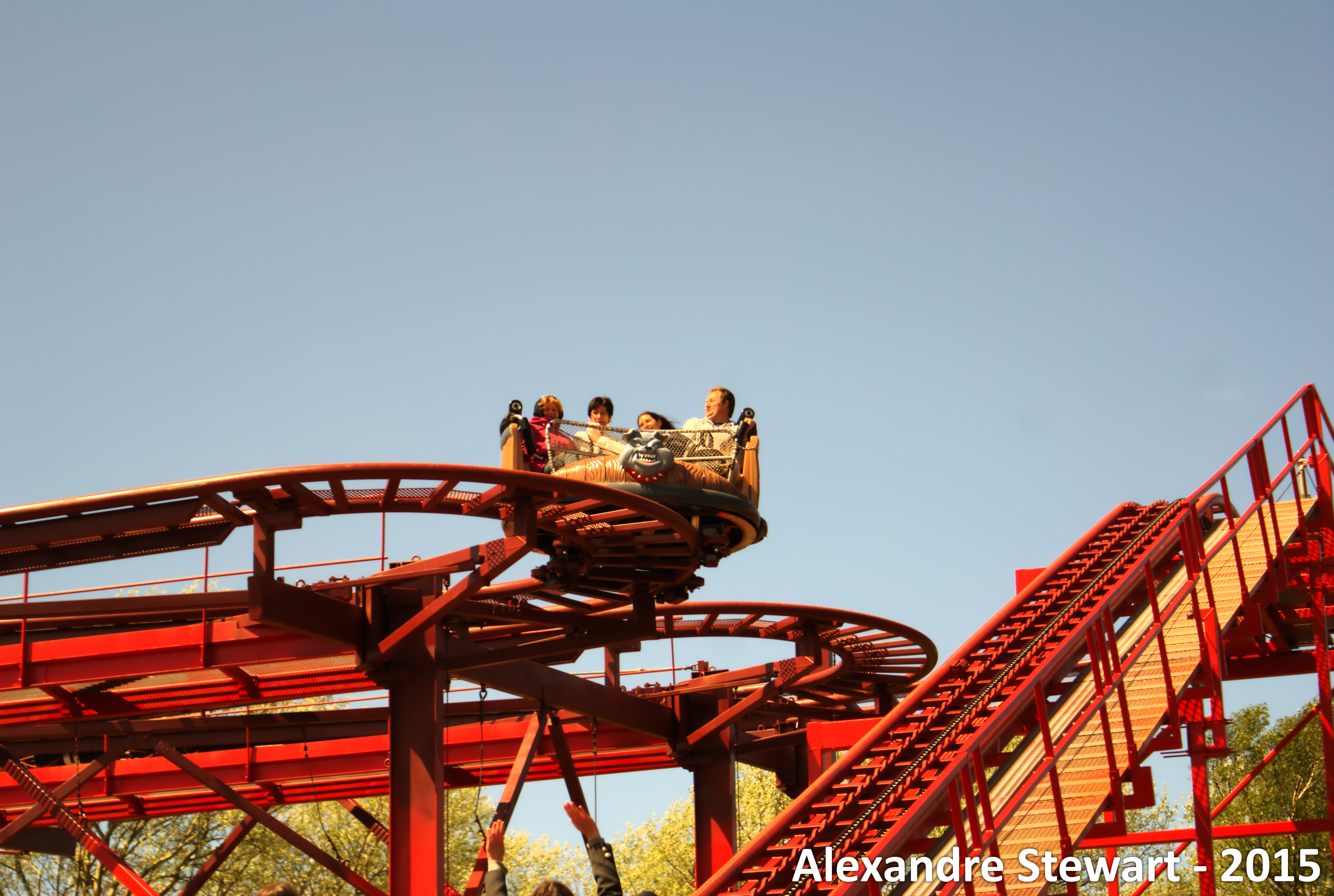
Famous Jack à Bagatelle
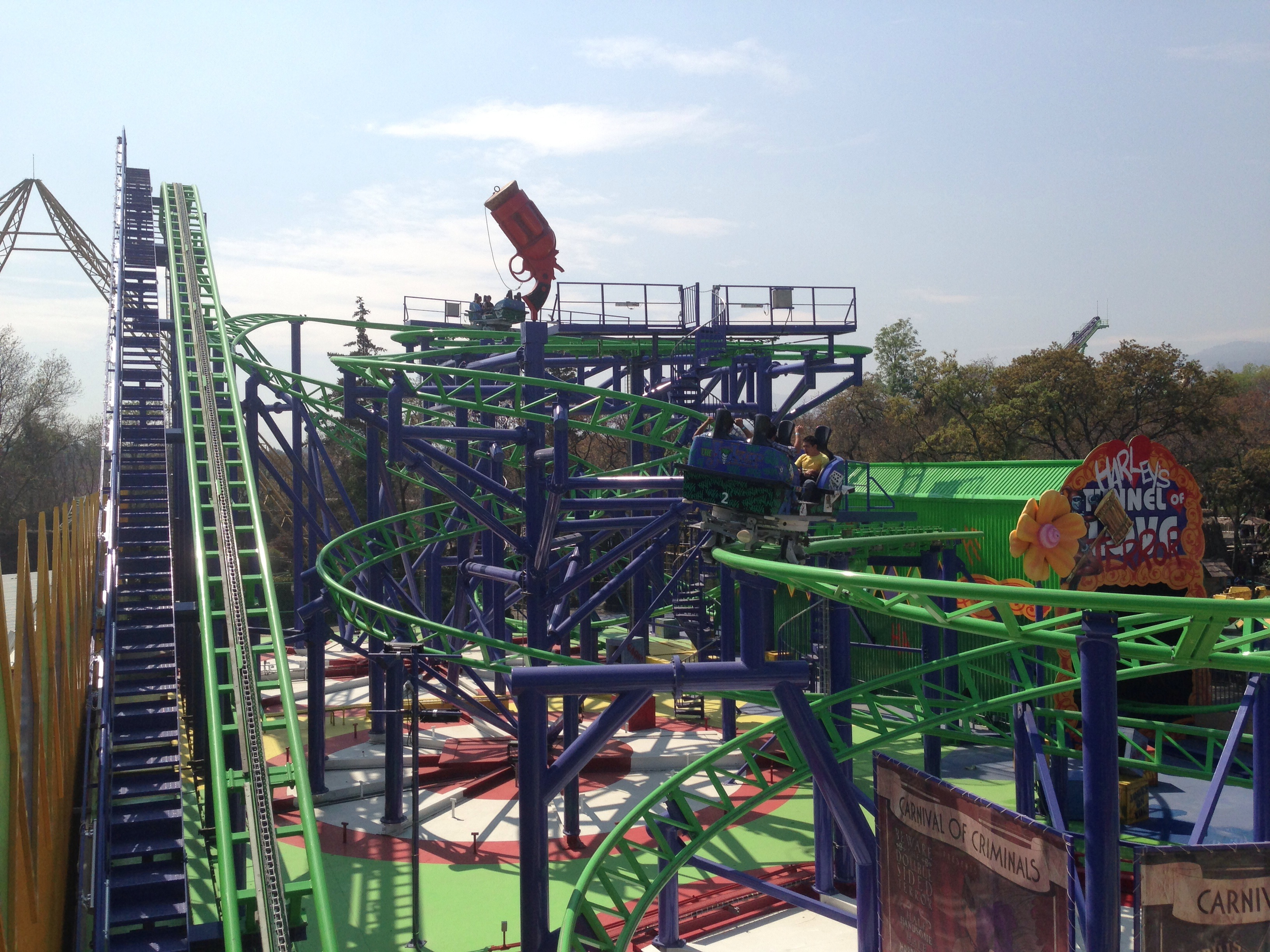
Joker à Six Flags Mexico
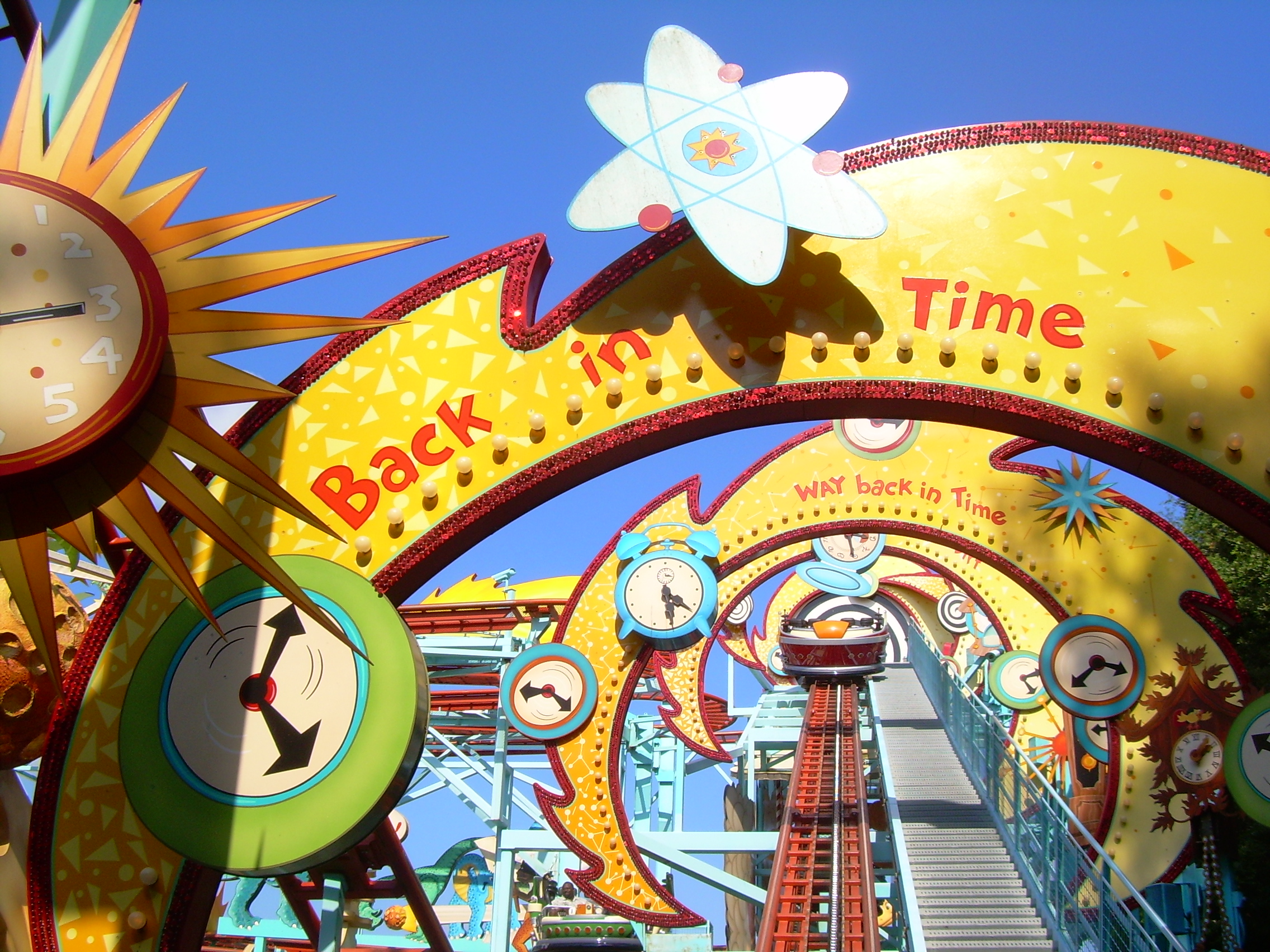
Primeval Whirl à Disney's Animal Kingdom
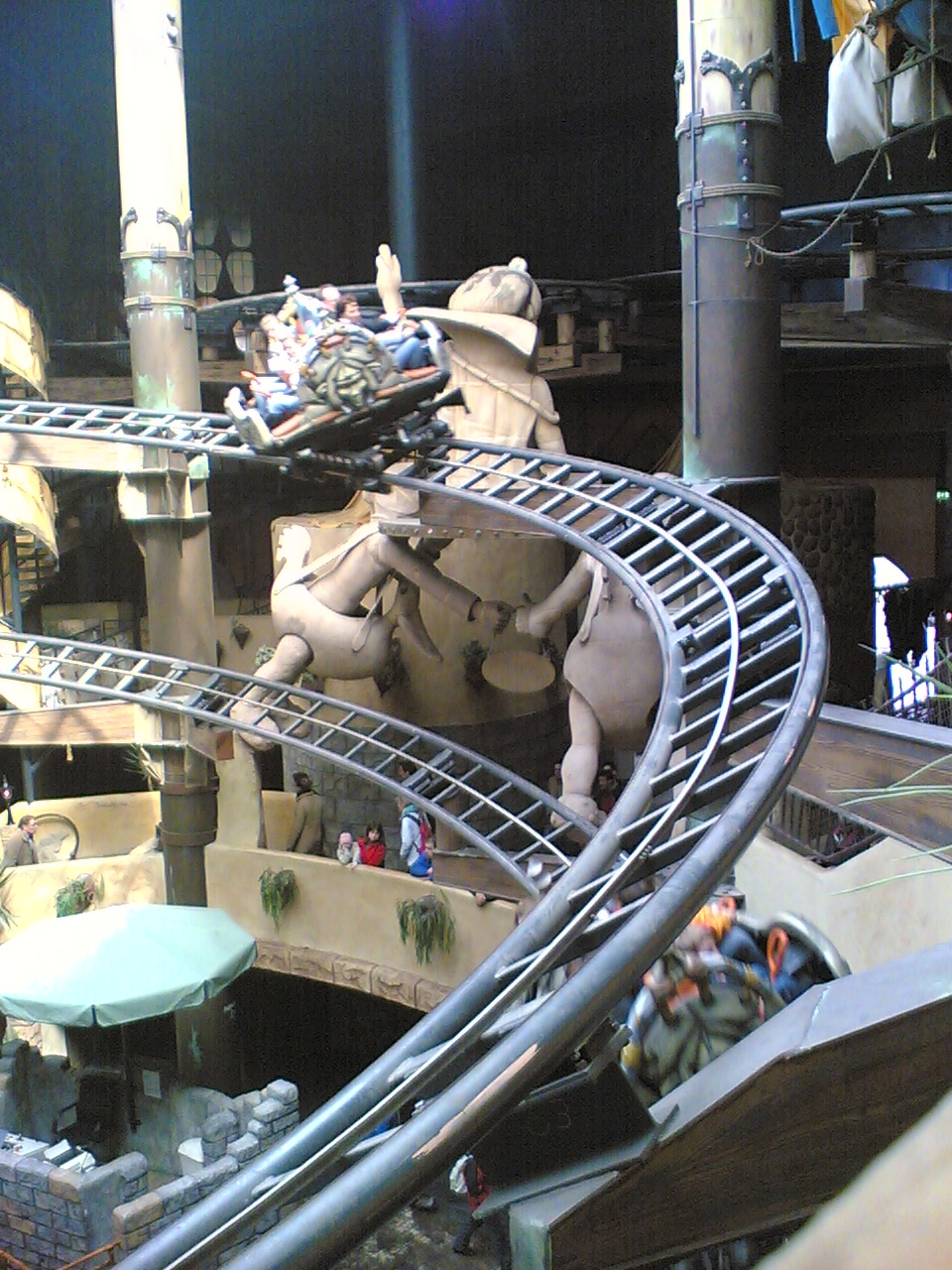
Winja's Fear & Winja's Force à Phantasialand
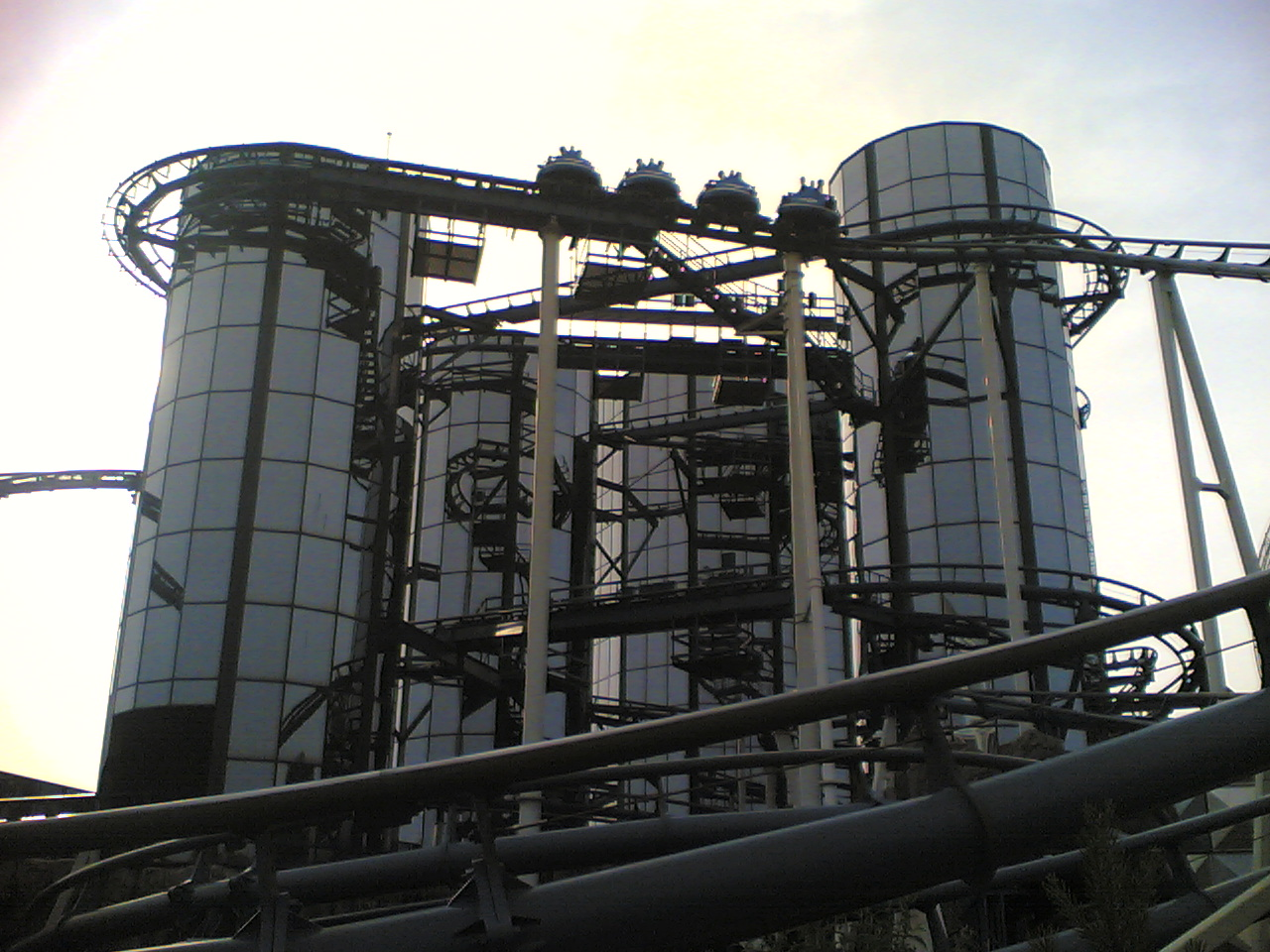
Euro-Mir à Europa Park
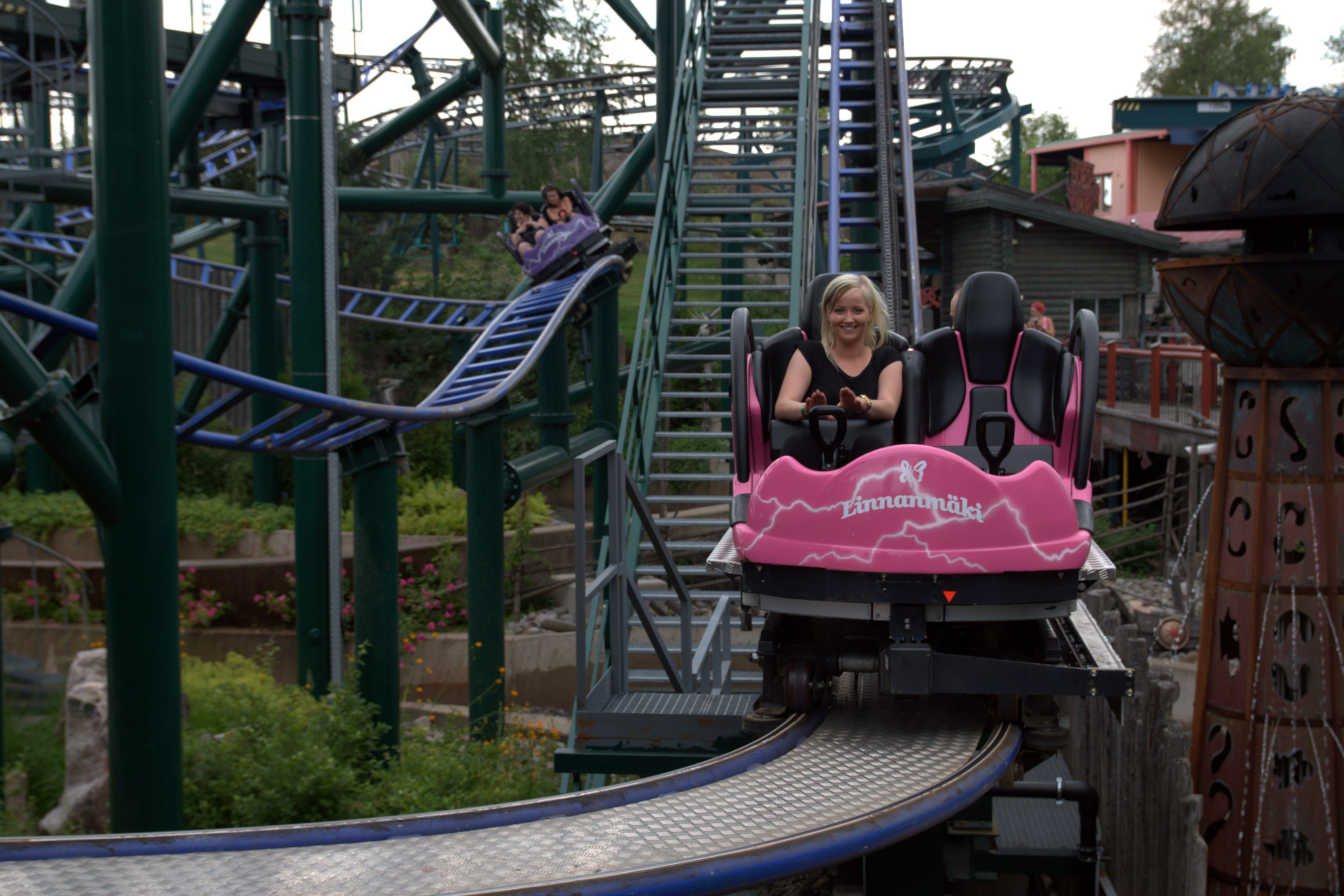
Salama à Linnanmäki
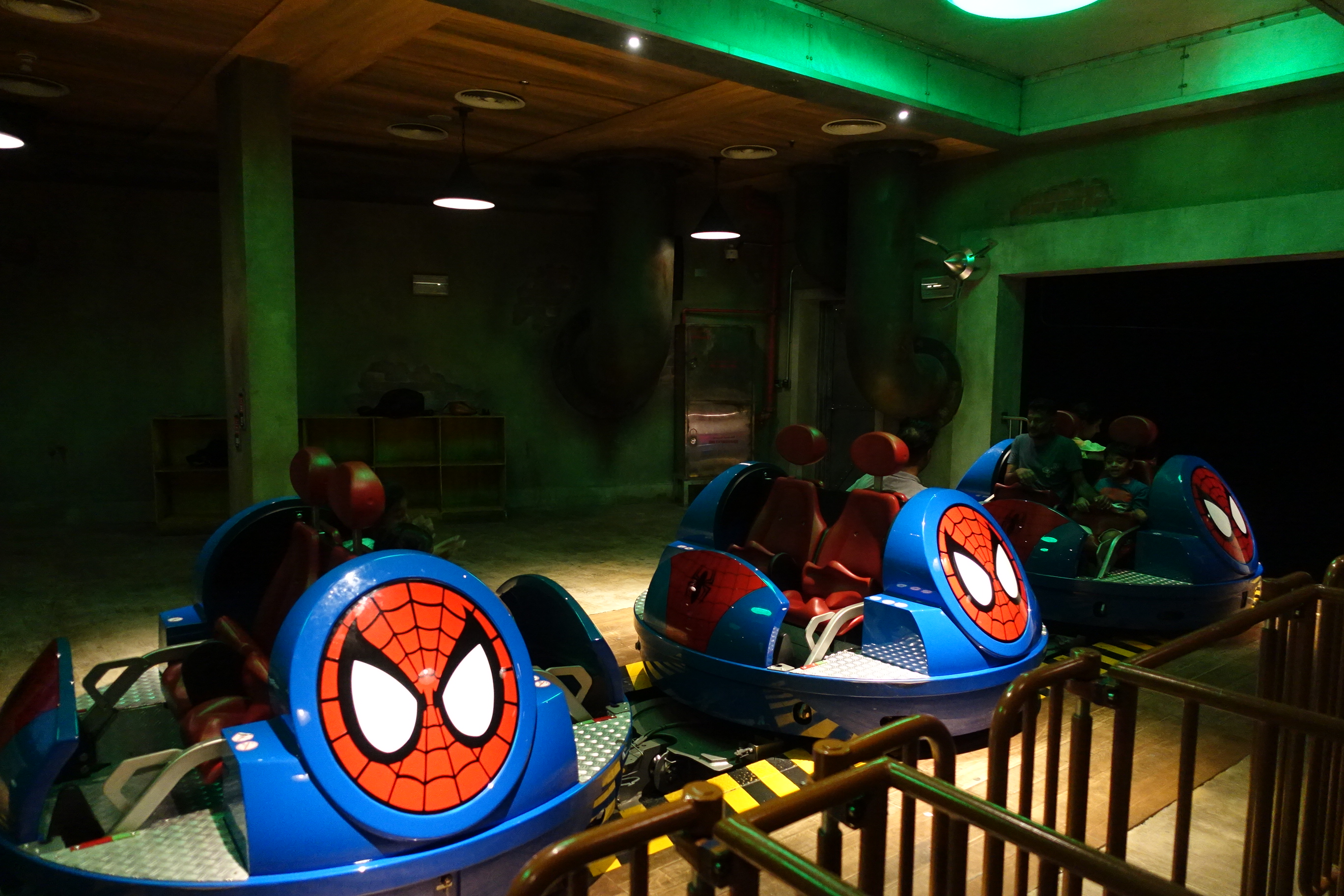
Spider-Man Doc Ock's Revenge à IMG Worlds of Adventure
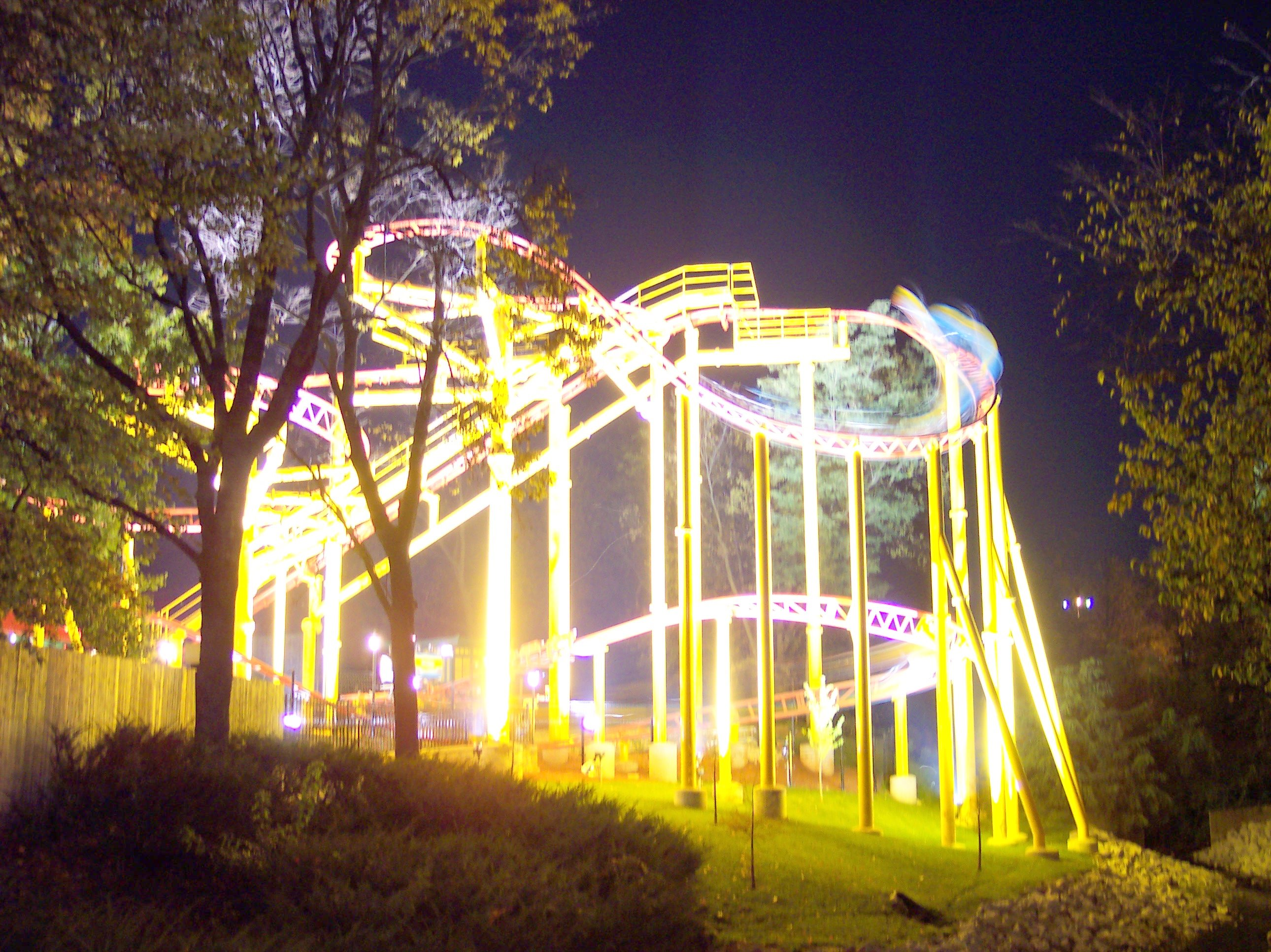
Spinning Dragons à Worlds of Fun